# 行こうコリア
行こうコリア（いこうコリア）は、大韓民国の政党。国会や地方自治団体長、地方議会に進出していない政党である。

## 沿革
2012年11月13日、佳人親環境党として立党した。2014年1月29日、民族自由平和統一党（겨레자유평화통일당 / 겨레自由平和統一黨）に改称して、柳承求が代表に就任した。2016年2月15日、行こうコリア民族自由平和統一党に改称し、2016年3月7日にまた、行こうコリアと改称した。

## 綱領・政策

### 綱領
1. 大韓民国と韓半島は、弘益人間と理化世界の理念を具現する。
2. 大韓民国は、民主主義、資本主義、福祉国家を建設する。
3. 大韓民国と韓半島は、世界平和と人類共栄に貢献する。
4. 韓半島は、民族統一国家および南北両国平和国家体制を形成する。

### 政策
1. 弘益人間と理化世界の理念具現、古代大アジア歴史が我らの主体的な歴史であることを自覚認識し、古代の歴史教育を定立して、一万年歴史教育を実施する。
2. 政府形態は、大統領中心制五年重任制を追求し、政治・経済・文化・社会・地域において均等主義を実現する。
3. 大韓民国と朝鮮民主主義人民共和国を北進統一または吸収平和統一を推進し、自由国家体制を達成する。
4. 世界平和と人類共栄